# International Mine Water Association
Die International Mine Water Association (englisch, abgekürzt IMWA, deutsch: Internationaler Grubenwasserverband) war die erste wissenschaftlich-technische Vereinigung weltweit, die sich ausschließlich mit Fragen des Grubenwassers befasste.

## Geschichte
Die IMWA wurde im Jahr 1979 in Granada/Spanien gegründet. Standen zum Zeitpunkt der Gründung Fragen der Bergbausicherheit im Zusammenhang mit Wasser im Vordergrund, so hat sich im Laufe der Jahre der Schwerpunkt auf die Lösung umweltrelevanter Fragestellungen verschoben. Von Anfang an war es das Ziel der IMWA, die Kontakte zwischen Wissenschaftlern, Bergleuten, Ingenieurbüros und Studenten zu fördern. Daher veranstaltet die IMWA alle drei Jahre einen Kongress zum Thema Grubenwasser und in den Jahren dazwischen Symposien, die sich mit der gleichen Frage befassen. Im Jahr 2014 werden auf dem 12. IMWA-Kongress 250 Delegierte aus 30 Nationen in Xuzhou/China erwartet. 

## Publikationen
Seit 1982 gibt die IMWA das „Journal of the International Mine Water Association“ heraus; 1994 wurde sie in „Mine Water and the Environment“ umbenannt. Die Zeitschrift erscheint gedruckt (ISSN 1025-9112) und elektronisch (ISSN 1616-1068) beim Springer-Verlag Heidelberg. Sie wird quartalsweise an etwa 1000 Abonnenten weltweit verschickt.
Weiterhin wird seit dem Jahr 2008 die Buchserie „Mining and the Environment“ herausgegeben, die ebenfalls im Springer-Verlag erscheint. Der erste Band befasst sich mit Grubenwassermanagement und Tracertests, der zweite Band hat saure Tagebauseen zum Inhalt.

## Kongresse und Symposien
Seit ihrer Gründung hat die IMWA zehn Kongresse und eine Anzahl von Symposien abgehalten, die jeweils von den lokalen IMWA-Mitgliedern organisiert wurden:
- Budapest/Ungarn 1982 (1. Kongress)
- Granada/Spanien 1985 (2. Kongress)
- Nottingham/Großbritannien 1986
- Katowice/Polen 1987
- Melbourne/Australien 1988 (3. Kongress)
- Lisbon/Portugal 1990
- Ljubljana·Pörtschach/Slowenien·Österreich 1991 (4. Kongress)
- Chililabombwe/Sambia 1993
- Nottingham/Großbritannien 1994 (5. Kongress)
- Denver/USA 1995
- Portorož/Slowenien 1996
- Bled/Slowenien 1997 (6. Kongress)
- Johannesburg/Südafrika 1998
- Seville/Spanien 1999
- Katowice/Polen 2000  (7. Kongress)
- Belo Horizonte/Brasilien 2001
- Freiberg/Deutschland 2002
- Johannesburg/Südafrika 2003 (8. Kongress)
- Newcastle/Großbritannien 2004
- Oviedo/Spanien 2005 (9. Kongress)
- St. Louis/USA 2006
- Cagliari/Italien 2007
- Carlsbad/Tschechien 2008 (10. Kongress)
- Pretoria/Südafrika 2009
- Cape Breton/Kanada 2010
- Aachen/Deutschland 2011 (11. Kongress)
- Bunbury/Australia 2012
- Golden/USA 2013
- Xuzhou/China 2014 (12. Kongress)
- Santiago de Chile/Chile 2015

In den kommenden Jahren sind Fachkongresse an folgenden Orten geplant:
- Leipzig/Deutschland 2016
- Mikkeli/Finnland 2017 (13. Kongress)
- Johannesburg/Südafrika 2018

## Mitgliederstruktur
Im Jahr 2014 hatte die International Mine Water Association 781 Mitglieder aus 40 Nationen mit zwei lokalen Arbeitsgruppen in Europa (PADRE) und Nordamerika. Zwischen 1997 und 2014 wuchs die Mitgliederzahl stetig von 70 an, was die zunehmende Bedeutung von Wasser im Bergbau und vor allem die Umweltrelevanz des Themas widerspiegelt. Die meisten Mitglieder hat die IMWA in Nordamerika und Europa, gefolgt von Australien und Südafrika.